# Річард Спрюс
Річард Спрюс (англ. Richard Spruce; нар. 10 вересня 1817 — пом. 28 грудня 1893) — англійський ботанік-бріолог. Один з найбільших дослідників вікторіанської епохи. Завдяки колекціям рослин та детальному опису окремих видів, Річард Спрюс розширив знання про флору Амазонки. Він також був дослідником місцевого корінного населення та дав точні описи їхнього способу життя та культури.

## Життєпис
Річард Спрюс народився 10 вересня 1817 року в невеликому селі Ґанторп, біля замку Говарда в Північному Йоркширі, у сім'ї місцевого вчителя Річарда Спрюса (1782—1851) та Енн Спрюс (1795—1829). Він був найстаршою дитиною у сім'ї, й у нього були ще молодші сестри Енн (1819—1828) та Мері Енн (1822—2822). Після смерті матері батько Річарда одружився вдруге у 1832 році, у цьому шлюбі було восьмеро дітей, усі дівчата.

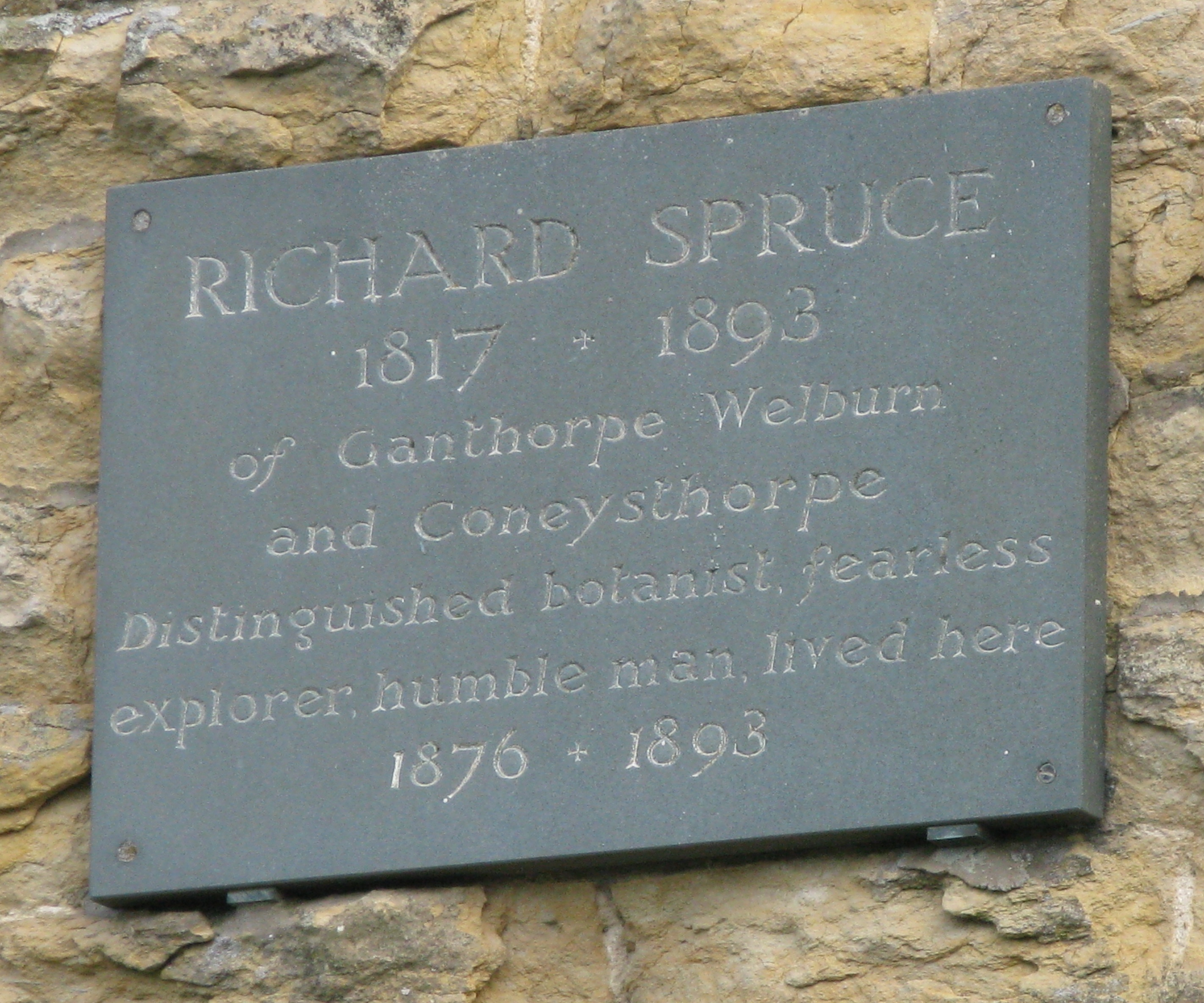
Меморіальна таблиця на будинку в якому провів свої останні дні життя Річард Спрюс. Село Конісфорп, Райдейл, Північний Йоркшир

Після навчання, під керівництвом свого батька, Річард Спрюс працював вчителем математики у школі Святого Петра в Йорку між 1839 та 1844 роками.
Захопився ботанікою ще у шкільному віці, і у 1834 році в його колекції вже було 403 видів рослин, які він знайшов навколо свого рідного села Ґанторпа.
У 1842 році Річард Спрюс відвідав Ірландію, побував у Томаса Тейлора, де вивчав його колекцію рослин.
З 1845 по 1846 рік Річард Спрюс мандрував Піренеями, де збирав колекцію рослин та досліджував печіночники.
У 1848 році Річард Спрюс вирушив в експедицію за екзотичними рослинами на Амазонку, долучився до експедиції Альфреда Рассела Воллеса та Генрі Волтера Бейтса.
Загалом же Річард Спрюс понад 15 років провів в Амазонії вивчаючи Амазонку від Анд до гирла. Спрюс був одним з перших дослідників в цьому регіоні Америки. Під час експедиції Річард Спрюс ледь не помер від дизентерії та малярії, але вижив і зібрав одну з найбільших ботанічних колекцій.
У 1864 році Річард Спрюс повернувся в Англію. Через поганий стан свого здоров'я, у 1876 році, Річард Спрюс вийшов у відставку, та поселився у селі Конісфорп, де й помер 28 грудня 1893 року. Був похований у Террінґтоні біля своїх батьків.

## Доробок

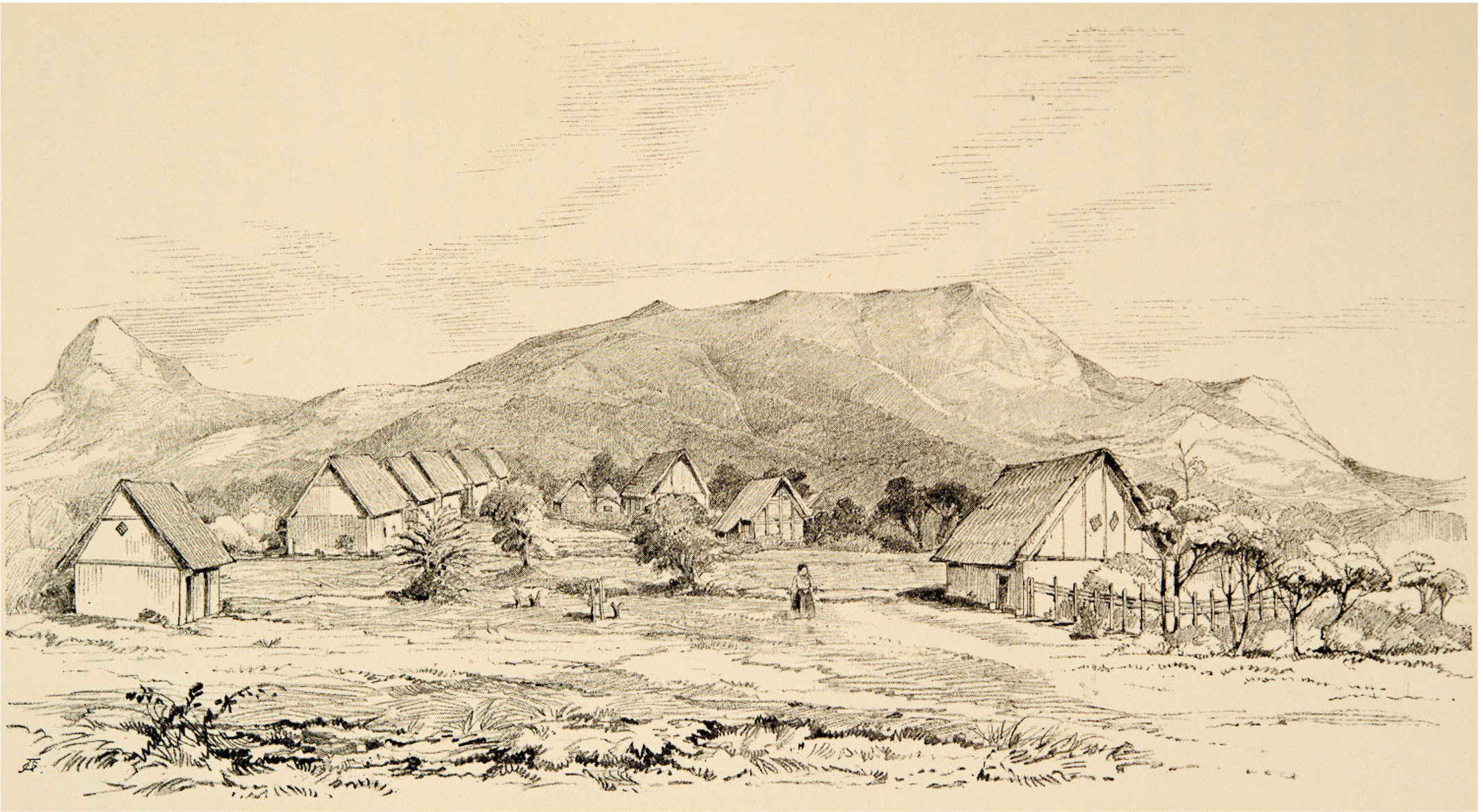
Малюнок Спрюса. Поселення Тарапото, нині місто в Перу. 1856 рік

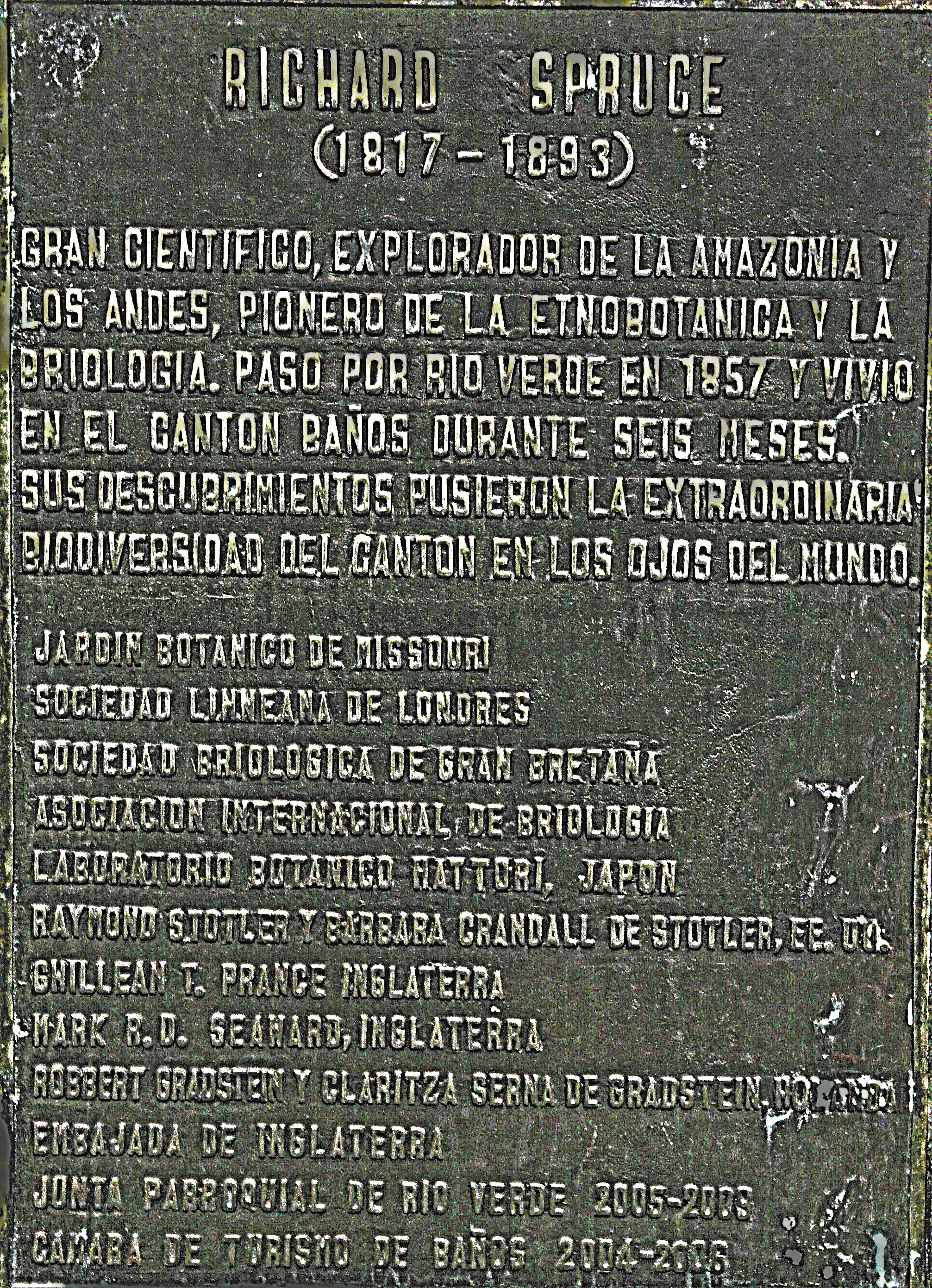
Меморіальна таблиця Річарду Спрюсу в Ріо-Верде, Еквадор

Зразки рослин, які зібрав Спрюс, здебільшого в Бразилії, з 1849 по 1864 рік досі зберігаються у Королівських ботанічних садах в Кью, у Лондоні та в Трініті Коледжі у Дубліні.
Його рукописи знаходяться у Бібліотеці та архівах Королівських ботанічних садах в Кью та Манчестерській центральній бібліотеці, щоденники за 1841—1863 роки знаходяться у Лондонському Ліннеївському товаристві, а малюнки з Бразилії — в Королівському товаристві мистецтв.
Річард Спрюс вперше виділив препарат хінін з кори хінного дерева, народи Амазонії традиційно використовували кору хінного дерева як протималярійних засобів. Він також описав ліану баністеріопсіс каапі (лат. banisteriopsis caapi) та про практики, пов'язані з напоєм аяваска, під час своєї подорожі в басейн Амазонки.

## Вибрані публікації
- Spruce, Richard (1841). «Three Days on the Yorkshire Moors.» Phytologist (i): 101—104.
- Spruce, Richard (1842). «List of Mosses, etc., Collected in Wharfdale, Yorkshire.» Phytologist (i): 197—198.
- Spruce, Richard (1842). «Mosses Near Castle Howard.» Phytologist (i): 198.
- Spruce, Richard (1844). «The Musci and Hepaticae of Teesdale». Annals of Natural History. 13 (83): 84,
- Spruce, Richard (1845). «A List of Musci and Hepaticae of Yorkshire.» Phytologist (ii): 147—157.
- Spruce, Richard (1845). «On Several Mosses New to British Flora.» Hooker's London Journal of Botany (iv): 345—347, 535.
- Spruce, Richard (1846). «Notes on the Botany of the Pyrenees.» Transactions of the Botanical Society of Edinburgh (iii): 103—216.
- Spruce, Richard (1850). «Mr Spruce's Voyage to Para.» Hooker's Journal of Botany (li): 344—347.
- Spruce, Richard (1850). «Botanical Excursion on the Amazon.» Hooker's Journal of Botany (li): 65-70.
- Spruce, Richard (1850). «Voyage Up the Amazon River.» Hooker's Journal of Botany (li): 173—178.
- Spruce, Richard (1850). «Journal of an Excursion from Santarem, on the Amazon River, to Obidos and the Rio Trombetas.» Hooker's Journal of Botany (li).
- Spruce, Richard (1908). Notes of a Botanist on the Amazon & Andes Vol. I—II. Edited by Alfred Russel Wallace. London: Macmillan. https://dx.doi.org/10.5962/bhl.title.17908.